# Gota (malaltia)
La gota o artropatia per dipòsit de cristalls d'àcid úric és una malaltia metabòlica produïda per una acumulació de sals d'urat (àcid úric) en el cos, sobretot en les articulacions, ronyó i teixits tous, per això es considera tradicionalment una malaltia reumàtica. La gota és una manifestació de l'organisme per causa dels estils de vida poc saludables de la població.

## Quadre clínic
La gota presenta quatre fases que són les següents:
- Hiperuricèmia o augment asimptomàtic d'àcid úric en la sang.
- Dipòsit dels cristalls.
- Atac agut de gota, que sol presentar-se en el dit gros del peu (articulació metatarsofalàngica), en els genolls, en el turmell i en altres articulacions. Produeix inflamació i és molt dolorós.
- Gota crònica per atacs recidivants de gota, que produeixen els tofus gotàcis, que microscòpicament es caracteritzen per una acumulació de cristalls d'urat envoltats d'una intensa reacció inflamatòria formada per macròfags, cèl·lules gegants de cos estrany i limfòcits.

La gota és una malaltia predominant en l'home (>95%), en la dona es pot observar de forma rara i sempre durant la menopausa.

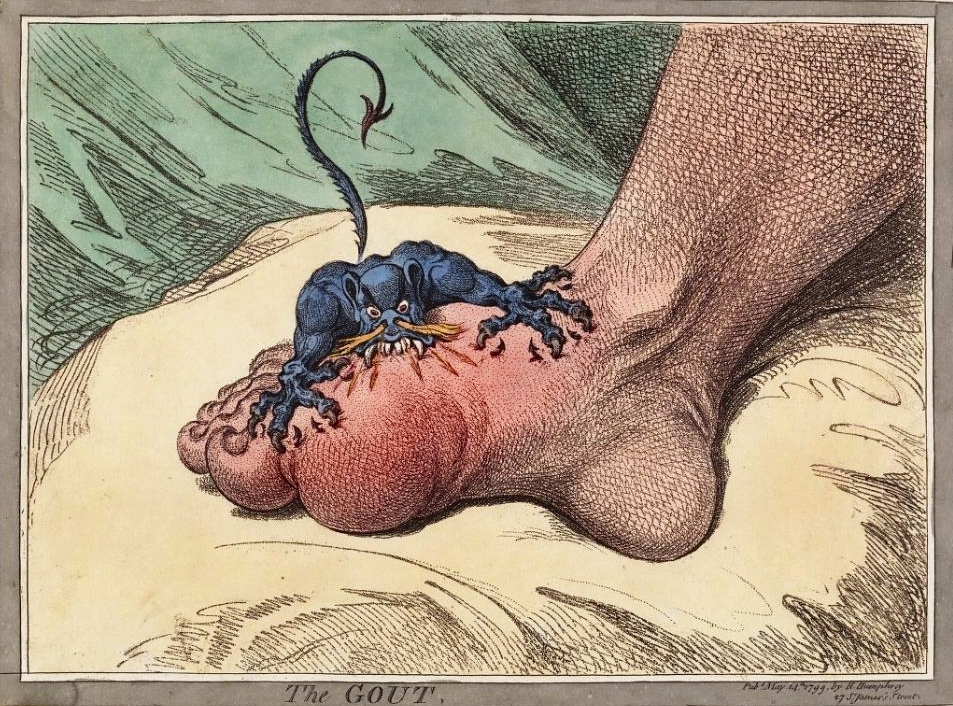
La Gota, per James Gillray (1799). L'artista il·lustra l'enorme dolor i la inflamació que són símptomes de la malaltia.

## Patogènesi
La gota es produeix quan els cristalls d'urat mono-sòdics es formen en les articulacions, en els tendons i en els teixits circumdants. La metabolització de les purines dona lloc a l'àcid úric, que normalment s'elimina per l'orina.
És més probable que es formin cristalls davant la presència d'àcid úric, però la presència a l'excés d'aquest no implica necessàriament que es pateixi de gota.
Les purines poden ser generades pel cos a través de les cèl·lules de deixalla o bé per la ingesta d'aliments rics en purines, com, per exemple, el marisc. Els ronyons són els responsables d'aproximadament un terç de l'excreció d'àcid úric, mentre que l'intestí és responsable de la resta. És possible que defectes hereditaris en el ronyó siguin responsables de la predisposició de les persones per al desenvolupament de la gota.
També hi ha diferències racials per a la propensió a desenvolupar la gota. Es troba en grau elevat en els pobles de les illes del Pacífic, i el maori de Nova Zelanda, però rares vegades en l'aborigen australià, a pesar de tenir una major concentració d'àcid úric sèric. En els Estats Units, la gota és dues vegades més freqüent en els negres que en els blancs.
També sembla una malaltia estacional, amb incidència significativament major d'atacs de gota aguda en la primavera.
La gota és una forma d'artritis que afecta principalment a homes entre els 40 i 50 anys. Els alts nivells d'àcid úric en la sang són causats per aliments rics en proteïnes. El consum d'alcohol sovint causa atacs aguts de gota i factors hereditaris poden contribuir a l'elevació de l'àcid úric. Normalment, les persones amb gota són obesos, amb predisposició a la diabetis i a la hipertensió, i amb risc alt de malalties del cor. La gota és més comuna en les societats opulentes, a causa d'una dieta rica en proteïnes, greixos i alcohol. Quan es produeix com a conseqüència d'altres malalties, com la insuficiència renal, és sovint independentment de l'estil de vida de la persona.
La gota també es pot desenvolupar com a comorbiditat d'altres malalties, com la policitèmia, leucèmia, la ingesta de citotòxics, obesitat, diabetis, hipertensió, trastorns renals i l'anèmia hemolítica. Aquesta forma de gota és sovint anomenada la gota secundària. Els diürètics (especialment diürètics tiazídics) han estat tradicionalment culpables de la precipitació dels atacs de gota, però alguns estudis realitzats en el 2006 semblen posar en dubte aquesta conclusió.

## Prevenció
El nivell sèric d'àcid úric és el principal factor de risc per a la gota. El nivell sèric és el resultat de la ingesta (la dieta) i de la sortida (excreció).

### Augmentar la sortida d'àcid úric
S'ha demostrat que la ingesta diària de 500 mg de vitamina C produeix una disminució de 0,5 mg/dl d'àcid úric sèric, a través d'una major excreció.

### Altres enfocaments
Els següents suggeriments no compleixen amb aprovació universal entre els metges.
Dieta baixa en purines:
- Per a la disminució d'àcid úric:
  - Es va informar que el pastís de cireres pot reduir l'àcid úric.
  - Extractes d'api (api o llavor d'api, ja sigui en forma de càpsula o una tisana) són considerats per molts com reductors dels nivells d'àcid úric (encara que també són diürètics).
  - El formatge ha estat recomanat com un aliment baix en purines i s'ha trobat que els productes làctics redueixen el risc de gota.
- Aliments que han de ser evitats:
  - Aliments rics en purines.
    - Limitar els aliments rics en proteïnes com ara carn, peix o aviram a 250 grams per dia.
    - Ronyons, fetge, cervell o altres vísceres.
    - Mariscs.
    - Espàrrecs, coliflor, bolets, espinacs, llegums secs (llentilles i pèsols).
    - Alcohol. Alguns afirmen que això s'aplica especialment a la cervesa, sobre la base que els llevats de cervesa són molt rics en purines. Atès que la majoria de les cerveses industrials contenen només traces de llevat, aquesta afirmació requereix una major fonamentació.
- Per a evitar la deshidratació:
  - Beveu molts líquids, especialment aigua, per a diluir i ajudar a l'excreció d'urats;
  - Eviteu els aliments diürètics o medicaments com l'aspirina (les persones que pateixen de gota han d'evitar l'aspirina, tret que un metge qualificat recomani el contrari).

### Reduir la ingesta de purines
El llindar d'àcid úric és d'aproximadament 6,7 mg/dl; per sobre d'aquest llindar es poden formar cristalls. El terme mitjà de nivell d'àcid úric en els homes és de 5,0 mg/dl, i una dieta lliure de purines pot reduir aquest índex a 3,0 mg/dl.
Una dieta baixa en purines redueix els nivells sèrics d'àcid úric, tret que aquests nivells siguin causats per altres condicions de salut.
Les proteïnes són una font de purines i més encara els músculs. No obstant això, la principal font de purines és l'ADN i l'ARN, a través de les seves bases adenina i guanina. El consum de proteïnes aporta purines, però alguns aliments aporten moltes més purines que uns altres. La carn (especialment la carn fosca) i els mariscs són rics en purines perquè les cèl·lules musculars contenen molts mitocondris, que tenen el seu propi ADN i ARN. En un estudi molt ampli, es va mostrar que l'alt consum de carns i mariscs es troba associat a un elevat risc d'aparició de la gota (41% i 50%, respectivament). L'alt consum de productes làctics, alts en proteïnes, però baixos en ADN i ARN, es va associar amb un 44% de disminució en la incidència de la gota.
Els homes que consumeixen dos o més begudes gasoses ensucrades al dia tenen un 85% més risc de contreure la gota en comparació dels que en beuen menys d'una per mes.
El consum de dos gots de cervesa per dia s'associa amb un 49% d'augment en el risc relatiu de contreure gota. Per contra, al consum de begudes alcohòliques se li va associar només un 15% d'augment en el risc relatiu, i no es va trobar cap associació amb el consum de vi.